# Tijuca condita
Tijuca condita е вид птица от семейство Cotingidae. Видът е световно застрашен, със статут Уязвим.

## Разпространение
Видът е разпространен в Бразилия.